# ياسر الهضيبي
ياسر الهضيبي (5 أبريل 1964 في شبين القناطر في القليوبية، مصر -)؛ سياسي مصري وهو عضو سابق في مجلس الشعب المصري، والمستشار القانوني والدستوري لمجلس النواب الحالي وأستاذ القانون الدستوري بكلية الحقوق جامعة عين شمس ومساعد رئيس حزب الوفد الجديد.

## عنه
ولد في 5 أبريل 1964 في شبين القناطر في القليوبية، تخرج من كلية الحقوق جامعة عين شمس، وحصل منها على ليسانس الحقوق، ودرس القانون التجاري الدولي، والتحكيم الدولي. حصل على دبلومة في القانون من كلية الحقوق بجامعة عين شمس، وعضو اتحاد المحامين العرب، والأستاذ المنتدب في إيجي جولف، ورئيس المركز الوطني لحقوق الإنسان، والمستشار القانوني للاتحاد المصري لكرة القدم، عمل أستاذًا منتدب بكلية الحقوق جامعة عين شمس، وكان عضوًا في أول مجلس شعب بعد ثورة 25 يناير برلمان 2011-2012، كوكيل للجنة حقوق الإنسان، ومستشارًا في لجنة الدفاع والأمن القومى بمجلس الشعب ومحكمًا دوليًا بقرار وزير العدل في 2008، وعضو الجمعية المصرية للقانون الدولي.

## التعليم
- حصل على ليسانس الحقوق 1986.
- أستاذ منتدب للتدريس 2001.
- حصل على دبلوم في التحكيم الدولى بتقدير امتياز 2002.
- حصل على دبلوم في القانون التجارى - جامعة عين شمس بتقدير جيد 2003.
- حصل على دبلوم متعمق في التحكيم الدولى بتقدير جيد جدا 2003.
- حصل على درجة الماجيستير في القانون بتقدير جيد جدًا 2004.
- حصل على درجة الدكتوراة في القانون الدستورى 2004.
- عضو اتحاد المحامين العرب 2005
- عضو الجمعية المصرية للقانون الدولى 2005
- عضو هيئات التحكيم التجارى الدولى 2005
- تسجيل رسالة الدكتوراة الثانية 2007

## الحياة العملية
- أستاذ منتدب للتدريس بكلية الحقوق – جامعة عين شمس.
- وكيل لجنة حقوق الإنسان بمجلس الشعب المصري (سابقًا).
- مستشار لجنة الدفاع والآمن القومي بمجلس الشعب (سابقًا).[2]
- المستشار القانونيان لاتحاد الكرة المصرية.
- رئيس المركز الوطني لحقوق الإنسان.
- محكمًا دوليًا بقرار السيد المستشار وزير العدل رقم 2197 لسنة 2008.
- عضو الجمعية المصرية للقانون الدولى.
- عضو اتحاد المحامين العرب.
- عضو مجلس شعب سابق برلمان 2010

## أعماله
في عام 2016 تم تعيين الدكتور ياسر الهضيبي أستاذ القانون الدستوري مستشارًا قانونيًا ودستوريا لمجلس النواب الحالي بعد القرار الذي اصدره الدكتور علي عبد العال رئيس مجلس النواب قرارًا بتعيينه، كما شارك د. ياسر الهضيبي في مشروع التعديلات الدستورية 2019  التي وافق عليها الشعب المصري في الاستفتاء الدستوري المصري 2019. كما تم تكريم الفقيه الدستوري الدكتور ياسر الهضيبي، المستشار الدستورى والتشريعى لمجلس النواب المصرى من قبل شبكة إعلام المرأة العربية لجهوده في خدمة قضايا المرأة العربية ومواقفه المساندة لحقوق المرأة ودوره في إثراء التراث الدستورى والقانونى في الدول العربية. له أيضًا اسهامات في مجال حقوق الإنسان من خلال عدد من المؤلفات أبرزها «حقوق الإنسان بين مبدأ العالمية وخصوصية كل دولة» و «شروط وضمانات حقوق الإنسان في مصر».

## مؤلفاته القانوية في مجال حقوق الإنسان
- مؤلفه (التطور التاريخى والأساس الفلسفى لحقوق الإنسان).[5]
- مؤلفه (شروط وضمانات حقوق الإنسان في مصر).
- مؤلفه (حقوق الإنسان بين مبدأ العالمية وخصوصية كل دولة).
- مؤلفه (أهم الفوارق بين دولة القانون والدولة القانونية).